# 서기복
서기복(徐基復, 1979년 1월 28일~)은 대한민국의 은퇴한 축구 선수이자 현 지도자이다. 현재 부평고등학교 축구부의 감독직을 맡고 있다. 선수 시절 전북 현대 모터스와 인천 유나이티드에서 활약하였다.

## 축구인 경력

### 클럽 경력
2000년 연세대학교를 졸업하고 바로 상무 축구단에 입대하였다. 전역 후 전북 현대 모터스에 입단하였으나 큰 활약을 보이지 못하고 2004년 여름 이적 시장에서 인천 유나이티드의 임종천과 트레이드되었다.
2007년 26세의 나이로 은퇴를 선언하였다.

### 국가대표 경력
1997년과 1999년 2차례에 걸쳐 FIFA 세계 청소년 축구 선수권 대회에 출전하였다. 1998년 중국과의 친선 경기에서 A매치 데뷔전을 치렀고 이어서 열린 아시안 게임 남자 축구 부문에 출전하였다.

### 지도자 경력
은퇴 후 인천 유나이티드의 U-12 팀 감독을 맡았다. 이후 인천대건고등학교를 거쳐 부평고등학교의 코치로 부임하였고 2013년 감독으로 승격되었다.